# Oiapoque
Oiapoque è un comune del Brasile nello Stato dell'Amapá, parte della mesoregione di Norte do Amapá e della microregione di Oiapoque, situato lungo il fiume Oyapock, vicino alla città di Saint-Georges-de-l'Oyapock in Guiana francese.

## Storia
I primi abitanti della Regione sono stati i popoli Waiãpi, che occuparono il territorio attorno al fiume Oiapoque, i Kali'na ed i Palikur, concentrati lungo la valle del Uaçá ed i suoi affluenti. La parola Oiapoque viene dalla tradizione del posto tupi-guarani, deriva da "oiap-oca", significava "Casa dei Waiãpi".
Durante il periodo coloniale il territorio dell'attuale Oiapoque fece parte della Capitaneria di Capo Nord. All'inizio del XVI secolo, i Portoghesi d'America entrarono in lotta contro gli altri Europei per il controllo sulla regione compresa tra il fiume Oiapoque - all'epoca conosciuto come il fiume di Vicente Pinzón, a nord, ed il Rio delle Amazzoni, a sud, per estendere il loro impero coloniale.
La fondazione della città viene fatta risalire, in una data indeterminata, ad un meticcio di nome d'Emili Martinic, primo abitante non-indigeno del luogo. La città venne quindi chiamata "Martinica" e, anche ai giorni nostri, non è raro sentire questa designazione, in particolare dagli abitanti tra gli anziani. In seguito la città ha cambiato nome in Vila do Espírito Santo. Nel 1907 il Governo federale creò un distaccamento militare nel comune, che servì per la detenzione di prigionieri politici. Qualche anno più tardi questo distaccamento fu trasferito a Santo Antônio (l'attuale distretto di Clevelandia del Nord) con la denominazione di Colonia Militare. Per consolidare la sovranità nazionale brasiliana sulle regioni limitrofe in vista della soluzione della Controversia franco-brasiliana d'Amapá nel 1901, fu eretto un Monumento alla Patria per marcare l'inizio del territorio brasiliano.
Il comune fu creato il 23 maggio 1945, con la legge n. 7578.

## Collocazione geografica
Il comune di Oiapoque è situato nella parte più settentrionale dello Stato dell'Amapá. Confina a nord con la Guyana francese (comune di Saint-Georges-de-l'Oyapock) e a sud con i comuni di Calçoene, Serra do Navio e Pedra Branca do Amapari. A est è bagnata dall'Oceano Atlantico e ad ovest confina con Laranjal do Jari.
Il comune è composto di un distretto che è la sede municipale (Oiapoque) e da altri quattro distretti:
- Clevelândia do Norte (zona militare)
- Vila Velha
- Vila Brasil
- Taperebá

C'è solo una strada che la collega alla capitale dello Stato, Macapá, la BR-156, lunga 600 km. Oiapoque è conosciuta come la porta d'entrata ed uscita dell'Europa, per la via della Guyana francese.
Il municipio comprende una parte del parco nazionale di Capo Orange, di cui costituisce il punto di accesso (fluviale) per la zona nord.

## Economia
La principale attività della città è il commercio dell'oro. In effetti, i cercatori clandestini brasiliani della Guiana vengono qui a vendere l'oro.
Inoltre i numerosi turisti guaianesi spingono le attività commerciali della città, attirati in questa città di frontiera alla ricerca di prezzi più bassi che in Guiana, specie per gli alcolici, il tabacco, la carne brasiliana e anche la prostituzione. La maggior parte dei negozi accetta i pagamenti in euro e i commercianti parlano francese.

## Società

### Evoluzione demografica
- Speranza di vita: anni (200x) Fonte:
- Coefficiente di mortalità infantile (200x): per 1000 Fonte:  Ministério da Saúde
- Tasso di analfabetismo (2000): 13,61% Fonte: INEP/MEC
- Crescita Demografica (2006): 3,70% per anno
- Indice di sviluppo umano (IDH): 0,738 Fonte: Atlas du Développement Humain PNUD - 2000
- 53,04% di donne
- 46,06% di uomini
- 60,86% della popolazione urbana
- 39,14% della popolazione non urbana